# Pac-Man & Galaga Dimensions
Pac-Man & Galaga Dimensions es una colección de juegos de Pac-Man y Galaga creada por Namco Bandai Games para la consola Nintendo 3DS, la colección incluye 6 juegos, 2 de ellos fueron diseñados exclusivamente para la consola (Pac-Man Tilt y Galaga 3D Impact). La compilación incluye un tráiler de la próxima serie de televisión en 3D Pac-Man: The Adventure Begins creada por Avi Arad.

## Juegos
- Pac-Man Tilt
- Galaga 3D Impact
- Pac-Man Championship Edition
- Galaga Legions
- Pac-Man (original de arcade)
- Galaga (original de arcade)

Pac-Man Tilt es el único juego incluido que no usa el efecto 3D, por el uso pesado del acelerometro y del giroscopio que lo hace incompatible con la limitada vista en 3D de ángulos del Nintendo 3DS. Los juegos originales de arcade Pac-Man y Galaga usan el efecto 3D para crear el efecto de ver dentro de la máquina arcade.

### Pac-Man Tilt
Es un juego de plataformas en 2D con obstáculos como elementos de máquinas de pinball y fantasmas.

### Galaga 3D Impact
Es un juego rail shooter en donde el jugador ataca moviendo la consola en una posisión compuesta, similar al juego Face Raiders incluido en la consola Nintendo 3DS.

## Tabla de clasificación
El juego tiene una tabla de clasificación en línea dividida en Global y Semanal.